# Luci Afrani (poeta)
Luci Afrani (llatí: Lucius Afranius) va ser un poeta còmic romà que va viure a principis del segle i aC. Formava part de la gens Afrània, una família d'origen plebeu.
Les seves comèdies descrivien les maneres i costums romanes (Comoediae togatae) i sovint de les classes baixes (Comoediae tabernariae). Sovint feia referència a amors vergonyosos que segons Quintilià eren només una manifestació de la conducta d'Afrani.
Va escriure un gran nombre de comèdies que reflectien la vida romana amb molta precisió. Imitava l'estil de Titini, i segons Macrobi, s'havia inspirat en Menandre per alguns dels seus temes. Les seves obres van ser molt populars i alabades pels escriptors antics, i a més de Quintilià, que l'elogia a pesar del seu vocabulari, en parlen bé Aulus Gel·li, Horaci i Ciceró, i durant l'imperi no només es llegien sinó que es representaven. Sembla que van estar en vigència per segles, fins al segle iv.
De les 77 comèdies que va escriure ens en resten uns 600 fragments i els títols d'unes quaranta obres.